# Ta Savvata
«Ta Savvata» (грец. «Τα Σάββατα»)  — пісня грецького співака  Антоніса Ремоса, яка увійшла до альбому «I Kardia Me Pigainei Emena».

## Історія видання
У вересні 2012 року під час виступу в Politeia Live Clubbing в  Салоніках Ремос представив свою нову пісню «Ta Savvata» . 4 жовтня 2012 року вийшов сингл з цією піснею під ліцензією Heaven Music . Пісня відразу ж отримала величезну популярність і знаходилась на вершині хіт-парадів радіотрансляцій протягом декількох тижнів. 20 грудня 2012 року завершили знімання кліпу на пісню «Ta Savvata» . Режисер кліпу — White Room. 
На 10 церемонії MAD Video Music Awards 25 червня 2013 року кліп «Ta Savvata» здобув перемогу як Найкращий відео кліп в категорії лаїко .

## Позиції в чартах
| Чарт                    | Пікова позиція |
| ----------------------- | -------------- |
| Greece Top 20           | 4              |
| Europe Official Top 100 | 33             |
| Greek iTunes top 10     | 1              |
| Cypriot iTunes top 100  | 3              |